# Leopold Karl Eduard Adolf von Heister
Leopold Karl Eduard Adolf von Heister (* 10. Oktober 1801 in Sagan; † 11. Januar 1863 in Posen) war ein preußischer Generalmajor und zuletzt Kommandant der Festung Posen.

## Leben

### Herkunft
Seine Eltern waren der General Karl Levin von Heister (1757–1816) und dessen Ehefrau Justiane Sophie von Westernhagen (1758–1798) aus dem Hause Berlingerode. Sein Bruder Leopold Wilhelm Karl August (1795–1863) war ein preußischer Generalmajor.

### Werdegang
Er kam am 31. März 1817 als Kadett nach Berlin. Von dort kam er am 5. Mai 1818 als Portepeefähnrich in das 1. Garde-Regiment zu Fuß. Dort wurde am 17. April 1819 aggregierter Seconde-Lieutenant und am 11. Februar 1820 dort einrangiert. Von 1827 bis 1828 wurde er in die Allgemeine Kriegsschule abkommandiert. Am 20. Oktober 1828 wurde er in das 39. Infanterie-Regiment versetzt und am 28. Januar 1830 in das 28. Infanterie-Regiment aggregiert. Er wurde am 28. November 1833 zum Premier-Lieutenant und am 30. März 1834 zum Adjutanten der 16. Landwehr-Brigade ernannt. Am 10. Februar 1837 wurde er Adjutant der 15. Division. Am 30. März 1840 wurde er unter Entbindung von seinem Kommando zum 17. Infanterie-Regiment versetzt, dazu wurde das Patent auf den 24. Oktober 1832 rückdatiert. Am 21. Juli 1842 wurde er zum Hauptmann und Kompaniechef ernannt. Am 16. Januar 1849 wurde er in das 17. Landwehr-Regiment versetzt, wo er Kommandeur des III. Bataillons wurde. Von dort wurde er am 12. Februar 1852 als Kommandeur in das Füsilierbataillon des 17. Infanterie-Regiments versetzt. Dort wurde er am 13. Juli 1854 zum Oberstleutnant befördert.
Er kam am 8. November 1856 als zweiter Kommandant in die Festung Koblenz und Ehrenbreitstein und wurde dazu à la suite des 17. Infanterie-Regiments gestellt. Von dort kam er am 27. August 1857 als Kommandant nach Wesel, wo er am 22. Mai 1858 zum Oberst befördert. Er wurde am 3. Oktober 1859 mit dem Roten Adlerorden 3. Klasse mit Schleife ausgezeichnet und am 3. Mai 1860 als Kommandant in die Festung Posen versetzt. Dort erhielt er am 10. September 1861 seinen Abschied mit dem Charakter als Generalmajor und Pension. Er starb am 11. Januar 1863 in Posen.

### Familie
Er heiratete am 7. November 1828 in Wismar Emilie Susanne Simon (* 16. Juni 1798) verwitwete Bose; die Ehe wurde am 14. September 1837 in Berlin geschieden. Er heiratete erneut am 10. März 1845 in Potsdam. Seine Frau wurde Klara Antoinette Adelheid von Bredow (* 22. September 1823; † 20. Oktober 1901).